# Claude Martin
Claude Martin (Párizs, 1930. február 6. – Chambellay, 2017. december 5.) olimpiai ezüstérmes francia evezős.

## Pályafutása
Részt vett az 1952-es helsinki olimpián, de nem jutott döntőbe kormányos négyesben. Az 1960-as római olimpián ezüstérmet szerzett ugyanebben a számban társaival.

## Sikerei, díjai
- Olimpiai játékok – kormányos négyes
  - ezüstérmes: 1960, Róma